# Refuznik (Israël)
Pour les articles homonymes, voir Refuznik.

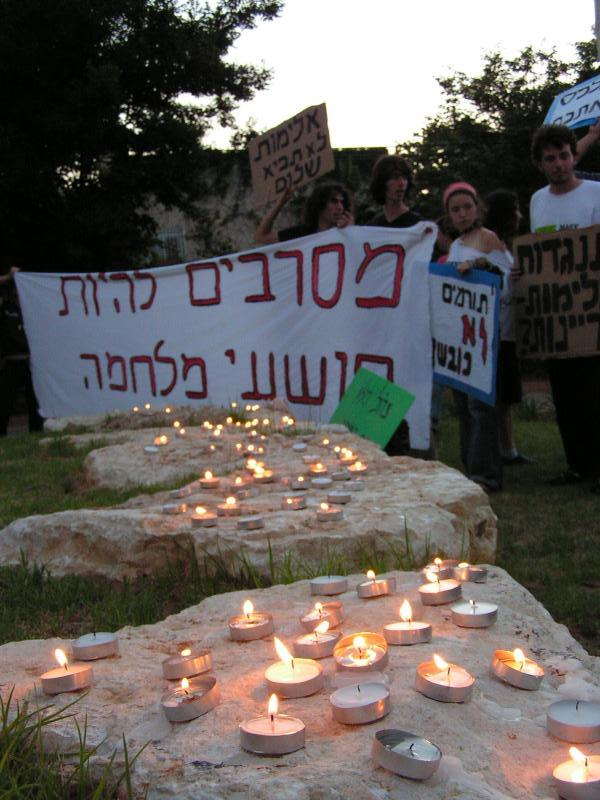
Manifestation de refuzniks en Israël.

Les refuzniks (hébreu סרבנים (sarvanîm), de sarav : il a refusé) sont des objecteurs de conscience israéliens, qui refusent de servir dans Tsahal, l'armée d'Israël. Certains de ces soldats refusent notamment de servir dans les territoires palestiniens occupés,,. C'est un mouvement minoritaire, quoiqu'en développement, bien que l'objection de conscience soit interdite aux hommes en Israël et juste tolérée pour les femmes,,.

## Objection de conscience
La branche israélienne de l'Internationale des résistant(e)s à la guerre est créée en 1947, avant même la fondation de l’État.
Le premier objecteur de conscience d'Israël, ayant refusé toute forme de collaboration avec l'armée susceptible de mener à des actions non pacifistes, est le violoniste Joseph Abileah (de). Il est jugé en 1948 et bénéficie d'un verdict plutôt clément. Shalom Zamir refuse de servir lors de la guerre de 1948. Il n'est jamais cité à comparaître. 
Dès les années 1950, il y a quelques réfractaires anticolonialistes qui s'opposent, par exemple, à l'intervention d'Israël lors de la crise du canal de Suez en 1956. 
Le mouvement des « Refuzniks » naît en 1979 lorsqu'un groupe de vingt-sept lycéens écrit au ministre de la Défense qu'ils refusent de servir durant leur service militaire dans les territoires occupés en Palestine. L'un d'eux, Gadi Algazi est condamné à plusieurs reprises dont une fois à un an de prison,. Pour ne pas participer à la Guerre des Six jours, son père s'était titré une balle dans la main. Leur refus conduit de nombreux refuzniks à la détention dans des prisons militaires mais le mouvement s'accentue et les refuzniks sont, en 2005, plus d'un millier. 
Au début de l'Intervention militaire israélienne au Liban de 1982, l'association Yesh Gvul est créée pour soutenir le refus de servir au Liban dans l'armée israélienne. Elle suscite une pétition signée par 3 000 réservistes dont certains sont condamnés à trente-cinq jours de détention selon une procédure expéditive ou comparaissent en Cour martiale. Des initiatives similaires ont lieu de la part de vingt-sept pilotes de l'armée de l'air qui refusent les « éliminations ciblées » et leurs victimes innocentes et de la part de treize soldats d'une unité d'élite. En 1986, le chef d'État-major, Moshé Lévi, déclare que ce mouvement a joué dans la décision de l'armée d'un retrait partiel du Liban. Les « refus gris », c'est-à-dire les refus totaux ou circonstanciels de servir tolérés par les autorités ou transformés en dispenses en échange de la discrétion des réfractaires sont estimés à quelques centaines pendant la guerre au Liban et passent à quelques milliers pendant la première intifada.  
En 1989, pour protester contre les mesures prises contre les Palestiniens, Adam Keller refuse de rester dans la réserve. En février 1990, il est condamné à 28 jours d'emprisonnement. En prison, on lui ordonne de revêtir un uniforme militaire. Sur son refus, on le déshabille et on lui impose de force l'uniforme. Un psychiatre s'entretient avec lui et il est exempté pour des raisons psychiatriques. Il témoigne de mauvais traitements imposés aux prisonniers comme les menottes aux mains et aux pieds pendant 24 ou 48 heures.  
En 1998, le Collectif des mères, issu de la guerre au Liban, et Les Femmes pour la paix créent Nouveau Profil dont l’objectif est de démilitariser la société israélienne et qui soutient les objecteurs de conscience et préconise un service civil à vocation sociale et humanitaire. Nouveau Profil est membre de la Coalition des femmes pour la paix. Son équipe est constituée d'une dizaine de salariés et de cinquante bénévoles.

Le 19 août 2001, soixante-deux lycéens signent une lettre adressée au Premier ministre Ariel Sharon :

« Nous protestons devant vous contre la politique raciste et agressive que mènent le gouvernement israélien et son armée, et ce afin de vous informer que nous n'avons pas l'intention de participer à l'exécution de cette politique.
Nous nous opposons fermement à ce qu’Israël piétine les droits de l'homme. Les expropriations, arrestations, exécutions sommaires, démolitions de maisons, l'enfermement, la torture et l'interdiction d'accès aux soins ne sont que quelques-uns des crimes commis par l'état d'Israël, en violation caractérisée des conventions internationales qu'il a ratifiées. […]
Nous en appelons aux gens de notre âge, appelés, soldats de l'armée en service et réservistes à faire de même. »

— Cité par Fabienne Messica et Tamir Sorek, Refuzniks israéliens : ces soldats qui refusent de combattre dans les territoires occupés, P. 62-63

À la fin de l'année 2001, au moins trois cents refuzniks ont refusé depuis le début de la seconde intifada de se battre dans les territoires occupés,. Parmi eux, Jonathan Ben Artzi, neveu du Premier ministre Benyamin Nethanyahou, comparaît devant le comité militaire chargé d'étudier la recevabilité de son objection de conscience. Le psychologue explique : « Puisque Jonathan argumente, c'est qu'il est agressif. Puisqu'il est agressif, il ne peut pas être pacifiste. » Le réfractaire est emprisonné à plusieurs reprises. Il écrit en accord avec ses parents :

« Ma profonde croyance dans la non-violence a commencé quand j'étais un petit enfant et, année après année, elle s'est muée en philosophie politique. À cause de mes convictions, mon propre pays me condamne à la prison [...] »

— Déclaration d'insoumission de Jonathan Ben Artzi citée par Fabienne Messica et Tamir Sorek, Refuzniks israéliens : ces soldats qui refusent de combattre dans les territoires occupés, P. 121

En 2002, 52 réservistes objecteurs de conscience israéliens n'acceptent plus de servir en Cisjordanie et à Gaza et signent le manifeste « Le courage de refuser » (Ometz LeSarev, hébreux : אומץ לסרב). Un an plus tard, ils sont 512.

« Le courage de refuser. 
Nous, officiers et soldats réservistes membres d'unités combattantes des forces de Tsahal, élevés selon les principes du sionisme, du sacrifice et du dévouement pour le peuple d'Israël et à l'État d'Israël, nous qui avons toujours servi en première ligne, et qui avons toujours été les premiers à accomplir notre mission quelle qu'en soit la difficulté, afin de protéger et renforcer et renforcer l'État. […] 
Nous, qui avons ressenti à quel point les ordres qui nous ont été donnés dans les Territoires détruisent toutes les valeurs qui nous ont été inculquées alors que nous grandissions dans ce pays. […]
Nous ne continuerons pas à combattre au-delà des frontières de 1967 afin de dominer, d’expulser, d’affamer et d’humilier un peuple tout entier. »

— Cité par Fabienne Messica et Tamir Sorek, Refuzniks israéliens : ces soldats qui refusent de combattre dans les territoires occupés, P. 66-67
Le 14 avril 2002, la chanteuse à succès Yafa Yarkoni, surnommée « la chanteuse des guerres » en raison de ses tournées sur le front pendant les guerres israélo-arabes, surprend dans un entretien à la radio militaire Galatz en soutenant les officiers signataires du manifeste, si bien que son concert pour la fête de l'Indépendance est annulé.
Pour le sergent Yeshayahu Leibowitz, philosophe, théologien et un des réservistes de Tsahal qui refusent de servir dans les Territoires palestiniens, le premier objecteur de conscience de l’Histoire fut le patriarche Abraham, qui a résisté à Dieu et l’a empêché de détruire Sodome et Gomorrhe par ce cri du cœur : « Détruiras-tu les justes parmi les pécheurs ? » (Genèse 18, 23). Abraham subordonna l’ordre divin à la morale et se révolta contre la punition collective. Pendant l'Intervention militaire israélienne au Liban de 1982, il déclare publiquement « Je demande à toute personne honnête de se lever et de déclarer haut et fort avec moi qu'il est un traître. Qu'il trahit les valeurs sacrées de ce pays. Je vous appelle à organiser l'insoumission collective. Je vous incite à la révolte. »
En 2003, vingt-sept pilotes de l’armée dénoncent dans une lettre ouverte les attaques « illégales et immorales que l’État d’Israël effectue dans les territoires palestiniens ».
Le 4 janvier 2004, cinq objecteurs de conscience, qualifiés par le président du tribunal de « pires criminels » parce que « coupables d'un crime idéologique », sont condamnés à un an de prison. Le même jour, le lieutenant-colonel de réserve Eyran Ronel rend ses galons au chef d'état-major de l'armée. Il explique : « L'armée ne respecte plus les valeurs éthiques qui ont été les siennes. Des enfants tombent régulièrement sous nos balles dans les territoires palestiniens occupés, c'est à la fois illégal et immoral. »
Itzik Shabbat, est le premier refuznik de la guerre au Liban démarrée en juillet 2006.
Par une lettre envoyée en 2014 au Premier ministre et au chef d'état-major, 43 officiers et soldats israéliens de réserve ayant servi dans l'unité 8200, la plus prestigieuse unité de renseignement militaire israélien, refusent de servir et de participer aux abus commis, selon eux, contre les Palestiniens,.
En 2020, soixante lycéens et lycéennes israéliens signent une lettre refusant leur conscription. Ils dénoncent l'occupation des territoires palestiniens.
Seuls parmi les Arabes vivant en Israël, les hommes (et non les femmes) druzes sont astreints au service militaire. Parmi eux, il y a aussi des refuzniks et une organisation spécifique d'objecteurs de conscience.
Des Israéliennes sont aussi objectrices de conscience et emprisonnées,,. À propos de Taïr Kaminer, emprisonnée cent-cinquante jours pour avoir refusé de servir une armée d'occupation, l'écrivain David Grossman écrit « Je m'oppose au refus de servir l'armée, parce que j'ai le sentiment que la démocratie israélienne (ou ce qui en reste) est très fragile et instable. Contester ses lois la met en danger. » Il implore ensuite les autorités militaires de tenir compte de la qualité humaine exceptionnelle des jeunes refuzniks et de leur proposer un service alternatif. Il conclut « Même si je m'oppose aux positions de Taïr Kaminer, je reconnais que j'aimerais que le pays compte plus de jeunes comme elle [...], des jeunes dont une société éclairée ne peut que s'enorgueillir. » 
Mais, refuznik peut aussi designer des soldats israéliens refusant de détruire des maisons palestiniennes. Ils se regroupent dans l'ICAHD (en) (Comité israélien contre les démolitions de maisons). Leur mouvement est soutenu par Pax Christi.
En septembre 2023, selon l'ONG israélienne Mesarvot (Refus de servir l’occupation), plusieurs centaines de personnes soutiennent 280 jeunes objecteurs et la télévision les interroge.
Depuis l'attaque du Hamas le 7 octobre 2023, l’armée israélienne a déclenché une mobilisation exceptionnelle de réservistes.
Le 26 décembre 2023, pour la première fois après le début de la guerre à Gaza, Tal Mitnick, membre du réseau Mesarvot, annonce publiquement son refus du service militaire. Il déclare « Un massacre ne peut pas répondre à un autre massacre... La violence ne résout pas la violence. [...] J'avais décidé de refuser de m'enrôler avant la guerre, mais depuis qu'elle a commencé, je suis d'autant plus convaincu de ma décision. » La solution, dit-il, ne viendra pas des politiciens corrompus en Israël ou du Hamas. « Cela viendra de nous, fils et filles des deux nations ». Il est condamné deux fois de suite à trente jours de prison. Des amis ont manifesté leur soutien à Mitnick, brandissant des pancartes avec des phrases telles que : « Vous ne pouvez pas construire le paradis avec du sang », « Œil pour œil et nous devenons tous aveugles » et « Il n'y a pas de solution militaire ». Tal Mitnick avait signé, en août 2023, une lettre commune à deux cents lycéens déclarant qu'ils refuseraient d'être enrôlés dans l'armée, en protestation contre la réforme judiciaire du gouvernement et le contrôle exercé par Israël sur la Cisjordanie depuis des décennies.
Sofia Orr raconte pourquoi elle a décidé de devenir une objectrice de conscience, un choix mûrement réfléchi depuis son adolescence. « J'ai décidé de refuser de servir dans l'armée israélienne, car je ne veux pas prendre part à la politique d'oppression et d'apartheid qu'Israël applique aux Palestiniens. J'ai pris cette décision avant la guerre, car l'oppression n'a pas commencé le 7 ou le 8 octobre, ce n'est pas quelque chose de récent, cela fait des décennies que cela dure. Les attaques du 7 octobre et la guerre à Gaza prouvent juste que la violence engendre de la violence et que la violence ne mène jamais à une solution. »
L'armée israélienne accepte rarement les refus d'enrôlement pour des motifs politiques ou pacifistes. Si beaucoup d'Israéliens sont exemptés de service militaire pour des raisons religieuses ou médicales, refuser de servir publiquement reste extrêmement rare. Et depuis les attaques du Hamas, la société israélienne jette un regard particulièrement désapprobateur sur ceux qui font ce choix.
Yuval Green prévient son commandant que s'il brûlait sans raison une maison de Gaza, il déserterait, ce qu'il fait avant sa démobilisation. Il signe une lettre de refus avec une quarantaine de réservistes. Un jeune objecteur interroge : « Le fait de tuer nous permet-il vraiment de mieux faire notre deuil ? » À part les peines de prison, les refuzniks s'exposent surtout au rejet de la société israélienne. « On m'a insultée, traitée de "serpent du Hamas" », déplore une objectrice. Avec d'autres ONG, comme l'association féministe Nouveau Profil, Mesarvot milite aussi contre l'éducation militariste jugée trop présente en Israël.
Le 10 octobre 2024, une lettre de 230 réservistes est rendue publique. Ils affirment refuser de servir tant que le cabinet du Premier ministre n'aura pas conclu un accord de cessez-le-feu permettant la libération des otages israéliens retenus à Gaza. L'un d'eux parle de « la corruption morale qui traverse [sa] société à commencer par le gouvernement ». Un autre dénonce le passage à tabac de détenus, parfois à mort. « De la cruauté à l'état pur. », juge-t-il. Un troisième conclut : « On a servi. On a fait notre devoir. C'est aussi ce qui nous donne notre légitimité à parler. » 
Le quotidien La Croix parle de l'augmentation des Israéliens qui décident de quitter le pays. L'une d'elles explique « Ce n'est pas un pays où j'ai envie d'élever mes enfants. [...] Pour qu'ils finissent dans l'armée ou en prison s'ils refusent ? Hors de question. »
Le 11 avril 2025, Guy Perl, soldat infirmer, sort de l’anonymat pour témoigner, dans le quotidien Haaretz, de son refus, après avoir servi sans broncher, de rompre la trêve au mois de mars dernier : « Des enfants innocents et des familles entières de Gaza allaient être à nouveau anéantis, dans le seul but d’éviter à notre régime de rencontrer la remise en cause qui ne manquera pas pour lui dès la fin effective des combats. » Il conclut « Personne ne devrait coopérer avec un tel régime. Notre moyen de résistance le plus puissant – peut-être le seul qui puisse avoir un effet – est le refus du service                militaire, couplé à la désobéissance civile. »
Le 14 juillet 2025, The Atlantic a publié un article du metteur en scène et objecteur de conscience Guy Ben-Aharon expliquant son rejet à la fois par ses compatriotes israéliens et par ceux qui condamnent le traitement infligé aux Gazaouis.

## Crise de la réforme de la Justice
Dans une lettre diffusée dans les médias locaux le 5 mars 2023, 37 pilotes et navigateurs (sur 40) d’un escadron de F-15 ont déclaré qu’ils ne seraient pas présents lors des exercices prévus le 8 mars et « consacreraient [leur] temps au dialogue et à la réflexion au nom de la démocratie et de l’unité nationale. » Ces réservistes font partie des formations les plus élitistes de l’armée israélienne, telles que le 69e Escadron, dont les F-15 ont bombardé le réacteur nucléaire syrien en 2007, ou encore l’unité des forces spéciales Shaldag de l’armée de l’air.
Après les unités de cyber technologies et les commandos, les pilotes sont le troisième corps de l’armée à contester la réforme de la justice du Premier ministre Benjamin Netanyahou. Cette législation restreindrait radicalement le pouvoir de la Haute Cour de justice et affirmerait le contrôle politique sur les nominations de magistrats. Elle a mobilisé plusieurs centaines de milliers d’Israéliens pendant neuf semaines consécutives.
« Chaque jour semble apporter une autre lettre d'une autre unité, et chaque lettre semble offrir une nouvelle et plus stridente formulation des raisons des protestations. », constate The Times of Israel. Lors des manifestations contre la réélection de Benjamin Netanyahou, Guy Poran, un pilote d'hélicoptère, a été à l'origine d'une pétition de 550 pilotes. Il précise pourtant « On n'est pas des refuzniks. Les pilotes s'opposent à l'entraînement mais pas aux missions. Si cette réforme passe, ce n'est pas possible pour nous de servir dans l'armée d'un État non démocratique ! »
Ce sont des « faibles tombés au bord du chemin » et « je méprise chacun d'eux. », a déclaré la ministre de la Diplomatie publique du Likoud.
« Le peuple d’Israël peut faire sans vous et vous, vous irez en enfer », a menacé le ministre des Communications du même parti. Un groupe de réservistes a répliqué : « Nous sommes allés aux quatre coins du monde pour le bien du pays – l’enfer est une destination de trop. Nous n’irons nulle part. Nous nous battrons pour la démocratie – c’est notre service de réserve. »
Dans une tribune publiée par le quotidien national de gauche Haaretz, un réserviste, signant « Major R » explique la démarche protestataire d’une partie des troupes. « Pendant 13 ans, j’ai occupé divers postes clés dans la force d’opérations spéciales du renseignement militaire. […] Si Israël devenait une dictature, si la justice devenait le bras armé du gouvernement, nous ne nous porterions plus volontaires pour le service de réserve. »
Quelques semaines auparavant, quelque 330 officiers et vétérans avaient signé une pétition pour contester la réforme de la justice. « La législation en question détruira tout ce pour quoi nous avons servi et combattu. Nous ne laisserons pas cela se produire. » Une lettre signée par 1 300 autres réservistes appuie cette position et plus de 250 nouveaux réservistes de l'armée de l'air boycottent les entraînements. 
Les pilotes qualifiés par la compagnie aérienne israélienne El Al pour piloter les Boeing 777 auraient refusé de piloter l’avion du Premier ministre qui a dû se contenter d’un avion moins confortable.
Le 9 mars 2023, les « Frères d'armes », un groupe de 50 000 vétérans, ont bloqué l'accès à un groupe de réflexion qui aurait inspiré la réforme.
Yoav Gallant est démis de son poste de ministre de la Défense pour avoir réclamé de geler le plan de réforme de la Justice. Comme le chef d'état-major de l'armée et le chef du Shin Bet, le service de sécurité, il a estimé que la situation dans la société israélienne et plus particulièrement au sein des unités de réserve de Tsahal constituait une crise sécuritaire aiguë. Le 27 mars 2023, le Premier ministre concède une pause pour la réforme. Il rétablit Yoav Gallant à son poste de ministre de la Défense. Il qualifie de « terrible crime » la protestation des réservistes.
En juillet 2023, les protestations des réservistes reprennent, notamment de la part de  161 officiers de la force aérienne et parmi les forces spéciales et les médecins militaires,. Le 22 juillet, la marche entre Tel-Aviv et Jérusalem a reçu le soutien de plus de 10 000 réservistes.

## Filmographie
- Mur de Simone Bitton réalisé en 2004. Documentaire au sujet des refuzniks et de la construction du mur en Israël.
- Prière pour refusniks est un court métrage français réalisé par Jean-Luc Godard en 2004 dans lequel le réalisateur adresse deux lettres cinématographiques à des jeunes soldats israéliens ayant été condamnés après avoir refusé d’intervenir dans les territoires occupés.
- Le courage de refuser, documentaire de Mohamed Ben Said Damak, réalisé en 2005. Le film raconte le parcours et le cheminement personnel de 5 réfractaires de la guerre d'Algérie et de 3 refuzniks israéliens.